# رابرت سی. پریم
رابرت کلی پریم (انگلیسی: Robert Clay Prim؛ زادهٔ ۲۵ سپتامبر ۱۹۲۱) ریاضی‌دان و دانشمند رایانه اهل ایالات متحده آمریکا است. در سال ۱۹۴۱، پریم مدرک کارشناسی در رشته مهندسی برق از دانشگاه تگزاس در آستین گرفت، او همچنین با همسرش آلیس (هاتر) پریم (۱۹۲۱-۲۰۰۹) در همانجا آشنا شد، که در سال ۱۹۴۲ با او ازدواج کرد.